# Bu Tinah
Bu Tinah (arabiska: بوطينة), är en grupp av små mangrove och korallöar cirka 130 kilometer väster om Abu Dhabi, huvudstaden i Förenade arabemiraten och cirka 50 kilometer från kusten. Öarna är låga och inte mer än tre meter över havet vid dess hogsta punkt. 
Bu Tinah öarna är ett naturreservat med ett rik på marinbiologi. Framför allt är det med mest känt som världens näst största bestånd av sjökor med över 600 djur. Ögruppen har dessutom ett rikt djurliv med fåglar såsom sokotraskarv, flamingo och fiskgjuse samt delfiner och karettsköldpadda.